# Miklós Boskovits
Miklós Boskovits, né le 26 juillet 1935 à Budapest et mort le 19 décembre 2011 à Florence, est un historien d'art, parmi les plus grands spécialistes de l'art médiéval italien et en particulier toscan.

## Biographie
Lors de ses études à Budapest, Miklós Boskovits se focalise très vite sur les Primitifs italiens, au grand dam du régime communiste alors en place. Mais, plutôt que de changer de sujet d’étude ou de tempérer ses propres ambitions, l’historien décide de quitter la Hongrie pour l’Italie en 1968.
Encouragé intellectuellement aussi bien que matériellement par Carlo Volpe, puis Roberto Longhi, il devient en 1977 professeur à l'Université de la Calabre à Cosenza, puis enseigne à partir de 1980 à l'Université catholique du Sacré-Cœur de Milan, avant d'être choisi en 1995 comme successeur de Mina Gregori à l'Université de Florence.
L'œuvre la plus importante à laquelle il s’est consacré avec dévouement est le Corpus of Florentine paintings. Ce travail, mené par Richard Offner de 1930 jusqu'à sa mort en 1965, menaçait d’être arrêté. Boskovits décide d'en reprendre le chantier en 1984 sous la direction de Mina Gregori: ce gigantesque travail d'édition (une trentaine de volumes sont prévus) est toujours en cours de publication par Giunti Editore.
Boskovits a publié de nombreux articles dans les magazines spécialisés (comme  Arte Christiana, Paragon), 
dirigé/participé à la rédaction de catalogues de grandes expositions, ainsi que ceux de musées tels que la Gemäldegalerie de Berlin (en 1987), le Musée Thyssen-Bornemisza (en 1990), ou encore la 
Galleria dell'Accademia de Florence (en 2003).
Il a d'autre part été membre du comité scientifique de plusieurs institutions (y compris le Kunsthistorisches Institut in Florenz de Florence, la  Roberto Longhi Foundation), membre du jury de différents  prix (comme le Prix Salimberi pour Art History), et en 1998 membre externe de l'Académie des sciences hongroise de Budapest.
Boskovits, réputé pour son travail méticuleux, notamment son travail sur le Corpus, était un spécialiste des questions d’attribution et de datation: il aura non seulement proposé des reconstitutions soignées, fortement documentées  de corpus de petits maîtres italiens du duecento/trecento, mais aussi apporté "un œil exceptionnel, un regard à part" aux études des grands maîtres italiens (Cimabue, Giotto...).

## Source de traduction
- (it) Cet article est partiellement ou en totalité issu de l’article de Wikipédia en italien intitulé « Miklós Boskovits » (voir la liste des auteurs).